# Teorema lui Norton

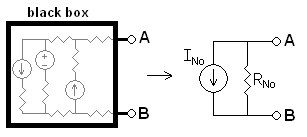
Orice cutie neagră conține numai surse de tensiune, surse de curent, și rezistențe care pot fi convertite într-un circuit echivalent Norton.

Teorema lui Norton este o metodă de reducere a rețelei la un circuit echivalent compus dintr-o singură sursă de curent, un rezistor în paralel și o sarcină în paralel.

## Exemple de circuite echivalente Norton
|  |  |  |

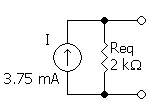
Pasul 4: Circuitul echivalent

În exemplu, curentul total Itotal este dat de:
{\displaystyle I_{\mathrm {total} }={15\mathrm {V}  \over 2\,\mathrm {k} \Omega +1\,\mathrm {k} \Omega \|(1\,\mathrm {k} \Omega +1\,\mathrm {k} \Omega )}=5.625\mathrm {mA} }
Curentul prin sarcină este apoi, folosind regula divizării curentului:
{\displaystyle I={1\,\mathrm {k} \Omega +1\,\mathrm {k} \Omega  \over (1\,\mathrm {k} \Omega +1\,\mathrm {k} \Omega +1\,\mathrm {k} \Omega )}\cdot I_{\mathrm {total} }}
{\displaystyle =2/3\cdot 5.625\mathrm {mA} =3.75\mathrm {mA} }
Și rezistența echivalentă privind înapoi în circuit este:
{\displaystyle R_{\mathrm {eq} }=1\,\mathrm {k} \Omega +2\,\mathrm {k} \Omega \|(1\,\mathrm {k} \Omega +1\,\mathrm {k} \Omega )=2\,\mathrm {k} \Omega }
Deci, circuitul echivalent este o sursă de curent de 3.75 mA în paralel cu un rezistor de 2 kΩ.

## Conversia la teorema Thévenin
Curentul Norton este egal cu raportul dintre tensiunea și rezistența Thevenin prin următoarele ecuații:
{\displaystyle R_{Th}=R_{No}\!}
{\displaystyle V_{Th}=I_{No}R_{No}\!}
{\displaystyle V_{Th}/R_{Th}=I_{No}\!}